# Agenzia Spaziale Italiana
Agenzia Spaziale Italiana is de Italiaanse ruimtevaartorganisatie.
De eerste commissie en voorloper was er al in 1959. In de jaren zestig werd een serie satellieten onder de naam San Marco gelanceerd.
De organisatie werd in 1988 opgericht voor het promoten, coördineren en ontwikkelen van ruimtevaartactiviteiten in Italië en is tevens de Italiaanse afvaardiging naar het European Space Agency.
ASI is verder als partner naast ESA betrokken bij de ruimtesonde Cassini-Huygens en heeft de hoogrendementsantenne gebouwd en satellieten als recentelijk AGILE voor gamma-astronomie.
ASI werkt ook mee aan Italiaanse militaire satellietprojecten. Een aantal Italiaanse astronauten heeft met Amerikaanse en Russische missies meegevlogen.
Verder talrijke bijdragen aan internationale projecten, bijvoorbeeld aan INTEGRAL en Artemis.

## BeppoSAX
ASI werkte samen met Nederland (de NIVR en de Stichting Ruimte Onderzoek Nederland) in het project van de BeppoSax satelliet voor röntgensterrenkunde. Deze satelliet, die van 1996 tot 2002 actief was, leverde onder meer de eerste nauwkeurige plaatsbepalingen van gamma-ray bursts op.